# Тахіт Чонг
Тахі́т Чонг (нід. Tahith Chong; нар. 4 грудня 1999, Віллемстад) — нідерландський футболіст, правий вінгер англійського клубу «Лутон Таун» і молодіжної збірної Нідерландів.

## Клубна кар'єра
Вихованець академії «Феєнорда». В липні 2016 року став гравцем юнацької академії «Манчестер Юнайтед».
23 жовтня 2018 року потрапив в заявку «Манчестер Юнайтед» на матч Ліги чемпіонів проти «Ювентуса».
5 січня 2019 року дебютував в основному складі «Манчестер Юнайтед» у матчі Кубка Англії проти «Редінга», вийшовши на заміну Хуану Маті. Він став 229-им випускником академії «Манчестер Юнайтед», що дебютував в основному складі клубу.

## Кар'єра в збірній
Виступав за юнацькі та молодіжні збірні Нідерландів різних вікових категорій.
У 2016 році зіграв на юнацькому чемпіонаті Європи серед гравців до 17 років, де забив гол у ворота Швеції в чвертьфіналі. У півфіналі збірна Нідерландів до 17 років поступилася португальцям, майбутнім чемпіонам турніру.
16 листопада 2018 року дебютував у складі молодіжної збірної Нідерландів.

## Титули і досягнення
- Чемпіон Бельгії (1):

«Брюгге»: 2020-21